# عرقون بابوياني
عرقون بابوياني (الاسم العلمي: Euphrasia papuana) هو نوع غير مؤكد من النباتات يتبع جنس العرقون من الفصيلة الهالوكية.